# كاتيا هابيل
كاتيا هابيل (بالألمانية: Katja Abel)‏ (و. 1983  م) هي لاعبة جمباز فني من ألمانيا، وألمانيا الشرقية، ولدت في برلين الشرقية، شاركت في الألعاب الأولمبية الصيفية 2008.

## روابط خارجية
- كاتيا هابيل على موقع الاتحاد الدولي للجمباز (licence) (الإنجليزية)
- كاتيا هابيل على موقع الاتحاد الدولي للجمباز (biography) (الإنجليزية)
- كاتيا هابيل على موقع أوليمبيديا (الإنجليزية)